# The McPartlands Live at the Monticello
The McPartlands Live at the Monticello — концертный альбом супругов Макпартлэндов — Джимми, корнетиста, и Мэриэн, пианистки, — вышедший в 1972 году на лейбле Halcyon Records. Альбом был записан в ноябре 1972 года на площадке Monticello Room в Рочестере, штат Нью-Йорк.

## Отзывы критиков
| Оценки критиков                     | Оценки критиков |
| Источник                            | Оценка          |
| ----------------------------------- | --------------- |
| AllMusic                            | [ 2 ]           |
| The Encyclopedia of Popular Music   | [ 3 ]           |
| The Rolling Stone Jazz Record Guide | [ 4 ]           |

Кен Драйден в рецензии для AllMusic положительно оценил как исполнение Джимми, так и Мэриэн Макпартлэнд.

## Список композиций
1. «Royal Garden Blues»
2. «I’m Gonna Sit Right Down and Write Myself a Letter»
3. «Willow Weap for Me»
4. «Avalon»
5. «Basin Street Blues»
6. «Things Ain’t What They Used to Be»
7. «Wolverine Blues»

## Участники записи
- Джимми Макпартлэнд — корнет
- Мэриан Макпартлэнд — фортепиано
- Расти Гилдер — бас
- Джек Маэу — кларнет
- Хэнк Бергер — тромбон, банджо
- Ларри Белл — ударные (треки 3, 6)
- Сэл Спаррацца — флюгельгорн (треки 7)
- Мик Гузауски, Ричард П. Зикари — звукоинженеры
- Гилберт Конг — мастеринг

Все данные взяты из примечаний к альбому.